# Стоянов Андрій Миколайович
Андрі́й Микола́йович Стоя́нов  (1830 — †1907) — учений-правник. Закінчив Харківський ун-т. Доктор державного права (1869). Доцент (з 1863) і професор (з 1870 — ординарний, від 1879 — екстраординарний) Харківського університету. В 1876—1886 декан юридичного факультету.
у 1880—1881 був першим редактором газети «Южный Край».

## Праці
Автор низки праць з історії права, порівняльного та міжнародного права.
Найважливіша: «Очерки истории и догматики международного права» (1875). Як учений відстоював ідеї освіти і гуманізму.